# Ferenczy Jakab
Ferenczy Jakab (születési nevén Ferenczy Zsigmond) (Pér, 1811. február 26. – Esztergom, 1884. május 22.) római katolikus pap, bencés rendi szerzetes, házfőnök, irodalomtörténész, gimnáziumi igazgató, a Ferenc József-rend lovagja, a bécsi földtani intézet levelező tagja.

## Élete
Apja gazdatiszt volt, 1828. október 16-án belépett a pannonhalmai bencés rendbe és 1830–1831-ben Győrben végezte a bölcseleti osztályt; 1832-ben Pannonhalmán folytatta a filozófiát és 1832–1836-ban a teológiát. 1836. augusztus 1-jén áldozópappá szentelték föl, majd Pannonhalmán két évig hitszónok volt; a rend növendékeit 1838-től 1840-ig oktatta a bölcseletben Győrött. 1840. március 23-ától 1850-ig a Pozsonyi Akadémián a magyar nyelv és irodalom rendes tanára volt. Az új tanrendszer belépése után 1850-ben a győri nagy gimnáziumhoz tették át tanárnak, 1852-ben pedig rendfőnöke az esztergomi gymnasium igazgatójává és házfőnökké nevezte ki. 1872 végén az igazgatóságtól saját kérelmére fölmentették és a főapát szentszéki ülnökséggel tüntette ki.

## Művei
- Adalék honi nyelvünk és irodalmunk történetéhez. Pozsony, 1844. (Ism. Prot. Egyh. és Isk. Lap 1845. és Nemzeti Ujság 1845. 10. sz.), a 2. kiadás előszava 1848-ban kelt
- Magyar nemzeti nyelvtan középtanodák számára. Pozsony, 1847 (a Scriptores Ord. S. Benedicti szerint megjelent, Szőllősy szerint kézirat)
- A pozsonyi akadémia története. Pest, 1847 (valószinűleg nem jelent meg és kézirat, L. Ortvay, Száz év 165. l.)
- Magyar irodalom és tudományosság története. Pest, 1854 (ism. Divatcsarnok. 52. sz.)
- Magyar irók. Életrajzgyűjtemény. I. kötet. Pest, 1856 (Danielik Józseffel együtt, melyhez F. J. 300 életrajzzal járult; a II. kötetet maga Danielik János irta)

Szerkesztette 1853–72-ben az esztergomi gimnázium Értesitőit.
Első értekezése 1842-ben a Hirnökben jelent meg és ugyanott három bírálata a Kis Futár rovatban és vegyes tartalmú cikkek a Századunkban; 1843-ban a Nemzeti Ujság számára megyei tudósításokat és egyéb közleményeket, 1845-ben két birálatot írt; azután a lapnak rendes pozsonyi levelezője volt és 1848–49-ben több cikket közölt benne; programmértekezése az esztergomi főgymnasium Értesítőjében (1853, Az esztergomi nagygymnasium történetének vázlata).